# Gare de Mouzaia
La gare de Mouzaia est une gare ferroviaire algérienne située sur le territoire de la commune de Mouzaia, dans la wilaya de Blida.

## Situation ferroviaire
La gare est située sur la ligne d'Alger à Oran, entre les gares de Chiffa et d'El Affroun. 

## Service des voyageurs

### Desserte
La gare de Mouzaia est desservie par les trains du réseau ferré de la banlieue d'Alger assurant la liaison Alger - El Affroun.